# 北勢坑
北勢坑，是臺灣臺中市沙鹿區的一個傳統地域名稱，也是全區行政中心所在地，位於該區中部偏南。相較於今日行政區，其範圍大致包括晉江里不含最南端、北勢里、福興里、六路里西北部凸出部分、美仁里東部、興仁里東南部、斗抵里東北部邊界地帶。

## 歷史
台灣清治末期，北勢坑地區為一街庄，稱為「北勢坑庄」，隸屬於大肚中堡。該庄北與竹林庄為鄰，東與上橫山庄、下橫山庄為鄰，南邊為南勢坑庄，西邊為沙轆庄。
1901年（日明治三十四年）11月，全台廢縣廳改設二十廳，該庄隸屬於臺中廳。1903年（明治三十六年）6月，該庄編入「沙轆區」，仍隸屬於臺中廳。1909年（明治四十二年）10月，全台二十廳合併為十二廳，沙轆區隸屬不變。1920年（大正九年），全台地方制度大改正，該庄改制為「北勢坑」大字，隸屬於臺中州大甲郡沙鹿庄，大字下有「北勢坑」、「六路厝」小字名。1938年，沙鹿庄升格為沙鹿街。
戰後沙鹿街改制為沙鹿鎮，隸屬於臺中縣，大字亦改制為里。1950年10月，中、彰、投分治，沙鹿鎮隸屬不變。2010年12月，隨著臺中縣、市合併為直轄臺中市，沙鹿鎮改制為沙鹿區。

## 聚落
本地區發展較早的聚落有晉江藔、過羊仔、北勢頭、北勢坑、坑仔底、車埔等等，在日治期初期的官方地圖上已有記載。此外，本地區尚有坪頂、瓦窯腳、田中央等聚落。

## 交通
國道3號又稱「福爾摩沙高速公路」，是貫穿台灣西部的兩條縱向高速公路之一，大致以北北東—南南西走向蜿蜒經過北勢坑地區東部。境內未設交流道，北側最近的是省道台10線交會處的沙鹿交流道，南側最近的是縣道136號交會處的龍井交流道，由此等連結可快速前往台灣西部各地。
省道台12線（台灣大道七段）是梧棲港至台鐵台中車站的平面幹道，大致以西北—東南走向轉北偏西—南偏東走向經過本地區中部。由該道路向西北可前往沙鹿市區、梧棲港並止於省道台17線路口，向南偏東可前往龍井東端、西屯、台中市區並止於台鐵台中車站前。
區道中68線（沙鹿區第三公墓北側道路、無名道路、鎮南路二段215巷、鎮南路、東晉路）是興仁至晉江寮的道路，其西側端點位於本地區西部邊界地帶的舊省道台1線（沙田路）路口。由此向東偏南轉東南蜿蜒而行，至區道中69線（鎮南路二段）轉北與其共線一小段路後，至東晉路轉東南東可前往至本地區中部偏南並止於北勢東路路口。該道路部分路段汽車無法通行。
區道中69線（鎮南路）是沙鹿至坪頂的道路，大致以西北西—東南東走向轉北北西—南南東走向經過本地區西南部。由該道路向西北西可前往沙鹿市區並止於舊省道台1線（沙田路）路口，向南南東可前往南勢坑並止於省道台12線路口。

## 學校
- 靜宜大學
- 弘光科技大學
- 北勢國中
- 北勢國小

## 廟宇
蔴園福興宮（蔴園十二庄-王勳千歲）
沙鹿青山宮（北勢頭-青山靈安尊王）
沙鹿慶安宮（埔仔-五府千歲、中壇元帥）
沙鹿慶安宮（南勢坑-玄天上帝）
沙鹿南斗宮（三角仔-關聖帝君）
沙鹿朝順宮（六路厝-天上聖母）
沙鹿龍山宮（坑仔底-五府千歲）
沙鹿保安宮（晉江寮-池、蘇、三府千歲）
沙鹿保安宮（三塊厝-保生大帝）
沙鹿永天宮（鹿仔港寮-天上聖母）
沙鹿朝洋宮（過洋仔-林府千歲）
沙鹿城隍廟（城隍爺）
沙鹿龍寶宮（李府千歲）
東晉福亨宮（福德正神）